# Gölgerişi, Durağan
Gölgerişi là một xã thuộc huyện Durağan, tỉnh Sinop, Thổ Nhĩ Kỳ. Dân số thời điểm năm 2011 là 158 người.